# Torre de Don Fèlix
La Torre de Don Fèlix és una masia moderna del poble de Tendrui, a l'antic terme de Gurp de la Conca, pertanyent actualment al municipi de Tremp. Està situada al nord-oest de Tremp i al sud-est de Tendrui, a prop i al sud de la carretera local que uneix les dues poblacions, en un turonet proper de la riba esquerra del barranc de Tendrui.